# エアガイツ
『エアガイツ』（Ehrgeiz）は、ドリームファクトリーが制作した対戦型格闘ゲーム。1998年2月26日にナムコからアーケードゲーム版が登場したのち、1998年12月17日にスクウェアからPlayStation用ゲームソフトとして発売された。
2002年1月17日には廉価版「PS one Books」として再発売されている。2008年7月9日にはゲームアーカイブスでPS3とPSP用のソフトウェアとして配信・発売された。

## 概要
3D格闘ゲームの人気シリーズ『バーチャファイター』や『鉄拳シリーズ』のスタッフが参加したことで知られる。システム面では、いつでも相手の打撃を受け止める「インタラプト」や、高低差のあるステージ上を走り回れる、対戦アクションに近い高い自由度などが画期的だったが、他の人気格闘ゲームシリーズに押される形で1作のみで姿を消してしまった。
アーケード版はナムコとスクウェアが共同で関わっており、スクウェアの『ファイナルファンタジーVII』（以下『FFVII』）から主人公クラウド・ストライフらがゲストとして登場することで話題になった。PlayStation版は『トバルNo.1』や『トバル2』に引き続きスクウェアから発売した。オリジナル要素として「増田」「クレア」。さらに『FFVII』から主人公のセフィロス、ユフィ、ヴィンセントなど、複数のキャラクターが追加されている。アーケード版では隠しキャラとして扱われていたクラウドとティファも最初から使える設定となっている。

## ストーリー
50年前、ドイツの古城跡で謎の物質による武器が発見される。その武器はエアガイツと命名され、格闘技世界最強を決める大会の優勝者に与えられることになった。武器と同じく「THE EHRGEIZ」と名付けられた大会に、多くの強者が集まる。
一方中東の砂漠にて、ある組織が不老不死の謎を隠すと伝えられる遺跡の発掘を秘密裏に推し進めていた。しかし閉ざされた最後の扉の鍵はない。そんななか、その遺跡の鍵はエアガイツにはめ込まれた不思議な石であるという仮説が立てられる。
古代遺跡の謎をめぐる野心に駆られた者達の、エアガイツ獲得を目前にした大会決勝戦。本当の戦いはそこから始まった。THE EHRGEIZ CHAMPIONSHIP TOURNAMENTの開催を告げる飛行船が、世界の空を横切っていく。大会に臨む者達の鼓動も徐々に高鳴りを増していた。

## ゲームシステム
プレイヤーはステージを縦横無尽に走り回ることができる。ガードボタンを押したまま動くと構えたままの歩行となる。
『トバル2』に引き続き、「ジャストフレーム」と呼ばれる技がある。一定のタイミングにボタンを押さないと技が出ないため、出すのが難しい。ジャストフレーム技の入力が成功すると、キャラクターの攻撃が光を帯びて判別することができる。
本作では「インタラプト」と呼ばれる防御動作が存在するのが特徴である。相手の攻撃を受ける際に必殺技ボタンをタイミングよく押すと、相手の攻撃をはじき、攻撃のチャンスを生み出すことができる。また、刀での攻撃に対してガードボタンをタイミングよく押すと真剣白羽取りとなり、刀を受け止めることができる。このインタラプトは他の格闘ゲームに存在する特殊防御と比較して強力で容易に行うことができるため、対戦では攻撃の受け止め合いになってしまうことが多い。
必殺技ボタンを押すと必殺技ゲージと引き換えに強力な攻撃を出すことができる。単発の攻撃を行うタイプの必殺技は1回の使用でゲージが一定量減少し、自身の形態を変化させるタイプの必殺技は使用している間だけゲージが徐々に減少していく。必殺技にはガードできないものが多く存在し、大変重宝するが、ゲージがなくなると使えなくなってしまう。
オプション設定で「BOX」をオンにすると箱がステージ上に出現する。この箱は相手にぶつけることができ、中からは武器やサポートアイテムが出現する（アーケード版では出荷時設定ではオンになっている）。
アーケード版ではスコアランキングのオンオフが切り替えられるようになっており、オンの状態ではスコアアタックが可能である。大きな特徴として、各ステージの得点はそのステージの全ラウンドの得点の平均値で評価される。このため、本数設定の影響をあまり受けずにスコアアタックができた。また、1本（またはそれ以上）落とすと、負けたラウンドの低得点が平均値の計算に入ってしまい、ステージ評価が非常に低くなるのも特徴である。

## ゲームモード
PlayStation版では以下のモードがある。
アーケードモード
アーケード版と同じく、多彩な技を駆使して勝ち進むモード。最終ステージでジャンゴに勝利することが最終目標。
サスケを倒したときのタイムが規定値を下回るとクラウド、ティファと対戦できる。
対戦モード
2人で対戦するモード。
トレーニングモード
技の動作確認などを行うモード。相手の動作はこちらである程度指示できる。
ブランニュークエスト
ミニゲーム

### ブランニュークエスト
PlayStation移植の際に追加されたモードで、『トバルNo.1』『トバル2』で登場したクエストモードを強化し、ダンジョン探索型アクションRPGとなったもの。プレイヤーキャラとなるのは「増田光司」と「クレア・アンドリュース」。2人は大学で考古学を学ぶ教授と助手。主な舞台は小さな村と近くにある遺跡。ダンジョンの中は基本的に固定マップだが、ニューゲームで始める度にマップが変わる自動生成になっている。
キャラクターは武器や防具を装備して魔法を使うことができる。

#### ストーリー
不老不死の妙薬を求めて超古代遺跡に進入した増田光司とクレア・アンドリュースの2人は、気がつくと次元ジャンクションと呼ばれる村のホテルの一室にいた。
ホテルの主人の話によると、次元と次元の狭間にあるこの村のはずれには、最深部までたどり着いて、生きて戻ってきたものがいないというダンジョンがあるという。
不老不死の妙薬がそこにあると踏んだ増田とクレアの2人は、この神なき迷宮「ゴッドレス・ザ・ダンジョン」に踏み込んでいく。

#### システム
- ノーマル･･･増田、クレアの2人でダンジョンを探索し、冒険をすすめる。ホテルに宿泊ができ、交代すると体力が全回復する。
- ハード･･･どちらか1人を選びダンジョンを探索する。村が存在しないため、武器･食料などの調達などが不可となる。
- ゲームオーバー:体力が0になるとアイテム･｢アーク｣と呼ばれる魂の箱を落とす。パートナーが救出に向かい、魂を回収する。両者生き倒れるとゲームオーバーとなる。

#### 武器･防具
プレイヤーは武器・鎧・兜・盾を身につけることができる。武器はナイフ・剣・槍・斧・ロッド・ナックルと豊富で、武器によって攻撃動作が異なる。両手武器を装備すると盾との併用はできなくなる。武器・防具には耐久度が設定されていて、0になると壊れてしまう。耐久度を回復するためには鍛冶屋に修理してもらうか、ダンジョン内の妖精に接触する（体力満タン時のみ）必要がある。
クエストモードでは武器、盾、鎧など、すべての装備品にビジュアルが用意されており、装備が変わるとキャラクターの外見も変わる。
武器・防具には守護神の加護や悪魔の守護を受けたものがあり、これを装備すると能力値が変化する（例：ゼウス…体力↑物理防御力↑、ルシフェル…魔法攻撃力↑魔法防御力↑それ以外↓）。鍛冶屋に酒を渡し、守護を合成することもできる。

#### 回復
ダンジョン各階には、湖のほとりに佇む「フェアリー」という妖精がおり、触れると体力を回復することができる。ただし、一定量回復すると去ってしまう。また、ポーションという薬を使用すると体力を回復できる。回復量は種類により異なる。自動使用された場合は回復量が半減してしまう。敵の出ない部屋（階段･ボス部屋･フェアリーなど）でじっとしていると、自動回復する。ホテルでパートナーと交代した際には体力が全回復する。

#### 魔法
マテリアを装備すると、魔法を使うことができる。魔法の使用には魔法石が必要となる。魔法石はアイテムだがMPの役割をはたす。ボタンを押してすぐ離すと通常魔法（魔法石1つ使用）が発動し、ボタンを押しっぱなしにしてから離すと強力な超魔法（魔法石3つ使用）が発動する。スタート時にブリザドとファイアのマテリアをホテルの管理人から手渡されるため、初期状態から魔法が使用できる。このほか、ダンジョンに落ちているマテリアを見つけると使用できる魔法が増えるが、マテリアは通常魔法と超魔法に1つずつしか装備できないため、臨機応変に使い分ける必要がある。

#### レシピブック
レストランのソムリエの師が残したとされるレシピブックがダンジョン各地にあり、手渡すと冒険のヒントが聞けるようになる。

#### モンスター
ダンジョンにはモンスターが生息していて、落雷と共に次から次へと現れる。また、ダンジョンに仕掛けられているシャッターのワナを踏むと部屋が封鎖され、魔物が立て続けに現れる。シャッターはその部屋に存在する魔物全てを倒さないと開かない。また、マテリアなどを守る強力なボスモンスターも存在する（3の倍数の階に存在）。

#### ポシェット
プレイヤーはポーションや食料などのアイテムをポシェットに4つまで入れることができる。ポシェットに入っているアイテムは移動中・戦闘中を問わずいつでも使うことができる。

#### 満腹度
探検していくと満腹度が下がり、これが0になると体力が減っていく。食料を食べることで満腹度を回復出来る。その増加量は種類によってかなり差がある。また、食料には蛋白質・炭水化物・脂質・ミネラル・ビタミンの5つの栄養素のどれか1つが含まれており、プレイヤーのレベルアップ時の能力上昇に作用する。バランスよく栄養素をとるか、特定の栄養素に偏った食事をするかによってプレイヤーの成長の度合いがまったく異なる。
| 栄養素     | 効果                                                      |
| ---------- | --------------------------------------------------------- |
| たんぱく質 | 攻撃力アップにつながる                                    |
| 炭水化物   | 素早さアップにつながる                                    |
| 脂質       | 防御力アップにつながる                                    |
| ミネラル   | 器用さアップにつながる                                    |
| ビタミン   | 魔法パラメーターアップにつながる (魔法攻撃力、魔法防御力) |

#### 隠し部屋
ダンジョンには、各階ごとに隠し部屋が2箇所存在する（例外もある）。左右に渡る渡り廊下の中心に爆弾を使うと、隠し部屋が現れる。隠し部屋にはモンスターが待ち構え、アイテムが豊富に存在する。

#### 村
- ホテル･･･銀行にお金を預けられる。また、パートナーと交代できる。
- 八百屋･･･食料の売買が可能。
- 武器屋･･･武器などの売買が可能。
- 鍛冶屋･･･武器の修理･合成が可能。
- レストラン･･･レシピブックの手渡し･ワイン売買などが可能。
- 魔法屋･･･魔法石の売買が可能。

#### その他システム
ダンジョンへの入口は、村の山の頂上･山のふもと･井戸の3箇所があり、高い場所の入口ほどレベルが低い。なお、1階･7階･13階につながっている。
特定の魔物を倒した時に「ドラゴンウィング」というアイテムが手に入ることがある。これを使用することにより、次元の歪みを利用しダンジョンから脱出することが出来るアイテムである。ただし2つ以上手に入らず、ハードモードには存在しない。
ダンジョンの偶数階には祭壇が存在する。ここでは、祭壇に宿る神・悪魔に武器防具や食料を「ささげる」ことによって2種類の利益を得ることができる。捧げた相手と祭壇に宿る神・悪魔が違う場合はモンスターの出現率が若干低下し、同じ場合はその守護のレベルが1上がる（後者の効果は鍛冶屋で同じ守護同士を掛け合わせた時の効果と同様）。
このゲームのお金は特殊で、拾ったお金はアイテムとして持ち歩き、ホテルの次元銀行に預けて買い物をすることになる。また、セーブの際には、プレイヤーのレベル×10の金額がかかる。

### ミニゲーム
インフィニティバトル
次々現れる敵と戦い、何人まで勝ち抜くかを競うモード。
ハートが残っていると、倒されても復活できる。ハートがないときに倒されるとゲームオーバーとなる。
バトルランナー
周回コースを走り続け、ゴールを目指す。コース上には星が出現し、これをとると色に応じた効果が発生する。
バトルビーチ
砂浜で三本勝負を行う。
バトルダッシュ
徒競走。相手より先にゴールすると勝利となる。
バトルフラッグ
ビーチ・フラッグスに似た競技。相手より先に旗をとるとボーナスポイントが加算される。
バトルハードル
流木を飛び越えながらゴールを目指す。
バトルパネル
相手よりすばやく立ち回り、最終的に相手の色より自分の色のパネルが多くなると勝利となる。パネルを自分の色で挟むとはさんだパネルも自分の色にできる。相手にタックルを仕掛けて妨害することもできる。
バトルパネルがグレードアップした「イビルパネル」という裏モードも存在する。

## キャラクター

### オリジナルキャラクター
三島 拳（みしま けん） / GOD HAND
声 - 中田譲治
国籍：日本 / 年齢：26歳
レッドスコルピオンに身を置く兵士だったが、組織内で不老不死の謎が隠されるという古代遺跡の情報を知り、あるビジネスを思いつく。その後自らの腕を切断して退役し、世界有数の財力と権力を誇る財閥に売り込んで会社設立の援助を得た。そして義手をあつらえ、会社内の研究チームがエアガイツと遺跡の関係に着目し、仮説を打ち立てたことで野心をさらに燃え上がらせる。
鉄拳シリーズの三島一八に似た技を使う（三島家と繋がりがあることも示唆されていて、ナムコ公認の設定）。必殺技は義手に仕込んだアームガンから発射する光線。手榴弾を投げたり地雷を仕掛けることもできる。
エンディングでは何者かに車で追われているが、車上に地雷を仕掛けて返り討ちにする。
鬼子母神陽子（きしぼじん ようこ） / YOYO Yoko
声 - 川澄綾子
国籍：日本 / 年齢：17歳
考古学を研究する冒険家兼格闘家の父に、鬼子母神流武術の伝承者を母に持つ。両親は10歳の頃に離婚し母に育てられた。高校生だが、武術の腕を買われ、ICPOで近距離対人戦略研究チームに参加する。ある日行方不明の父から、エアガイツを獲得するように託すと記された手紙を受け取る。さらにICPOからもエアガイツに関する動きの調査を兼ねて大会に出場しろとの指令を受け、「THE EHRGEIZ」への参戦が決まった。
スピードタイプで一撃一撃が非常に弱く、手数で勝負する戦法が得意。必殺技はヨーヨーを使ったもので、ダメージは極小なもののヒットすると相手を引き寄せ、近距離で五分の状態にする（特殊な入力を使うことで、打撃技を確定させることもできる）。ビー玉を投げて足止めする技も持つ。
エンディングではダッシャーと対決しているが、彼がドジを踏んで橋から落ちかけると舌を出して嘲る。顔グラフィックがアーケード版と家庭版で大きく異なる。
アーケード版では「YOYO陽子」というキャラクター名だったが、家庭用に移植されるにあたり、「鬼子母神陽子」と変更された。
ナジーム
声 - 中井和哉
国籍：イギリス / 年齢：29歳
「俺の目の前に立ちふさがる敵は倒す」が信条のキックボクサー。キックボクシングの世界に飽き、武器や超能力などの使用が認められる格闘大会「THE EHRGEIZ」で自分の力を試そうとする。遺跡や賞品のエアガイツには興味がない。
シフト技が使え、つなげられる技が非常に豊富。火の玉を投げつける必殺技を持つ。
オープニングではサンドバッグを鎖が千切れるほどに強力なパンチで殴り飛ばしているが、エンディングではそのまま跳ね返ってきたサンドバッグにぶつかり、自分が逆に吹き飛ばされるという情けないものになっている。
佐助（さすけ）
声 - 石野竜三
国籍：日本 (？) / 年齢：不明
レッドスコルピオンの工作兵として活動する忍者。記憶喪失で自分の名前も思い出せず、正体は不明。
あるとき冒険家兼格闘家の増田光司を暗殺するよう命じられる。だが増田と向き合った瞬間、彼の持つ刃の折れた武器に着いていた石の光に、記憶の断片が蘇ったような感覚を覚える。エアガイツを獲得すれば、その石の力で記憶を取り戻せると信じ、大会参加を決意する。
刀による攻撃は強力だが、相手に真剣白羽取りされる場合がある。必殺技は手裏剣・マキビシ・煙玉を投げつける攻撃。必殺技ゲージを回復させる技も持つ。
エンディングでは忍者屋敷らしき場所にいるが、記憶を取り戻せたのかは不明。これに限らず、エンディングは抽象的で想像を要求するものが少なくない。愛刀の手入れをしており、最後はエアガイツと共に刀を置くと壁のどんでん返しで去って行く。その壁の掛け軸には「完」と書かれている。
李 書文（り しょぶん）
声 - 梅津秀行
国籍：中国 / 年齢：(今のところ)47歳(くらい)
李氏八極拳の創始者で、一撃で相手を殺す技の使い手。殺人拳法家の異名を持ち、かつては神槍とも称されていた。
毒を盛られて死亡したとされているが、実際にはレッドスコルピオンが始皇帝陵で発見した伝説の薬により、命を取り留めていた。しかし、若返りの「呪い」のようなものが掛かっていた。身体は時が経つほどに若くなっていき、このまま無に帰ってしまうかもしれないことを防ぐため、不老不死が眠るという古代遺跡の謎を追って大会に参加する。
コマンドが単純で初心者にも使いやすい。必殺技はどこからともなく槍を取り出して相手を突き刺す・たたき切る・振り回す技である。
エンディングでは道場らしき場所にいるが、若返りが止まったかは不明。
狼少女ジョー
声 - くまいもとこ
国籍：ドイツ系だが、死亡認定されているため国籍はない / 年齢：18歳
生後間もない頃、乗っていた飛行機がアマゾン流域で墜落。奇跡的に一命をとりとめたものの頭部に傷を負い、野生の狼に拾われ育てられる。やがて常人の3倍以上の身体能力を身に付け、狼に姿を変える能力をもち、母親の死後、ジャングル近隣の村人を襲い、「人食い狼少女」として恐れられる。後に捕まり入獄となるが、そこでも監視官が手のつけられないパワーを発揮。噂を聞いたレッドスコルピオンにスカウトされ、ジョーという名を与えられていた。「エアガイツを手に入れろ」と命じられ、理由もわからぬまま出場する。
カポエラをベースとしたファイティングスタイルで、動作がすばやく、シフト技が豊富でバリエーション豊かな攻撃ができる。必殺技ボタンを押すと狼に変身し、ガード不可能な技を出すことができる。変身中は必殺技ゲージを自動消費し、ゲージが無くなるか、任意で解除するまで変身していられる。
エンディングは機関車の上で何者かと戦っている最中に、ダッシャーの襲撃を受ける。崩れ落ちる材木の上を華麗に飛び移るも、最後は勢い余って壁にぶつかってしまう。
ダッシャー猪場（-いのば）
声 - 立木文彦
国籍：日本 / 年齢：38歳
THE EHRGEIZ創始者カール・シュナイダーの弟子であり、プロレス界では重鎮の座につくレスラー。唯一武器を持たずに大会に参加している。THE EHRGEIZ管理委員会の役員でもある。数年前シュナイダーが没し、その遺品にあった手記を読んだことで、師がエアガイツの石と古代遺跡の関係について推測していたことを知る。猪場自身何度か目にしていたその石の魅力的な輝きには強い衝動のようなものを感じており、師匠の抱いた謎と自らの衝動のいく末を確かめるべく、伝説の武器を求める。
投げ技が豊富で、必殺技も走ってからの投げ技となっている。基本的に手数より一撃重視のパワータイプのキャラクターである。空中必殺技の「ホーミングボディプレス」は非常に回避しにくく強力。
エンディングではひたすらラーメンを食べ続けている。このエンディングムービーはループになっており、放っておくといつまでもラーメンを食べ続ける。
韓 大韓（はん ではん）
声 - 関智一
国籍：韓国 / 年齢：23歳
テコンドーを駆使し、スタントなしの若手アクション映画スターとして人気を博する青年。
一年前、中東での映画撮影中、突如姿をあらわした黒煙のような闇に右足を吸い込まれてしまい、右足を義足として過ごすことを余儀なくされたが、不思議なことに彼の右足の感覚は残ったままである。この説明しがたい現象を探るうち、伝説の古代遺跡があるとされる付近で十数年に一度、同様の事件が起こっていたと知る。遺跡の謎に迫るため、大会出場を決めた。
足技主体で戦う。義足からミサイルを発射する過激な必殺技を持つ。
エンディングが2種類存在する唯一のキャラクター。ジャンゴ第2形態を倒した後、自らの足を拾えたかどうかで分岐し、拾えなかった場合は右足が戻らなかった事に涙を流して落胆する。拾えた場合は無事に右足が元に戻っており、不要になった義足を乱暴に蹴り飛ばして去って行く。
増田 光司（ますだ こうじ）
声 - 石丸博也
PS版からの追加キャラクター。アーケード版には登場しない。以降のキャラクターにはエンディングムービーが存在しない。
冒険家兼格闘家で、鬼子母神陽子の父親。考古学者で、超古代遺跡の謎を追っている。ブランニュークエストでは不老不死の妙薬を追い求めている。「THE EHRGEIZ CHAMPIONSHIP TOURNAMENT」の三連覇王者。
クエストモードでの専用武器は日本刀。
使用キャラクターとしてはパワータイプで投げ技が豊富。ダウンした相手を投げることもできる。必殺技は走って相手をつかみ、関節を極める技。
クレア・アンドリュース
声 - 野上ゆかな
PS版からの追加キャラクター。アーケード版には登場しない。
16歳で大学に入学した才女で、増田の考古学研究室で考古学を学ぶ。自由翻弄かつ世間知らずな性格で、増田が旅立つ時、半ば押しかけて助手としてついていく。ブランニュークエストでも増田の助手であり、増田とともに不老不死の妙薬を探す。
クエストモードでの専用武器はロッド。
截拳道（ジークンドー）の使い手で、派手な技が多い。必殺技は手に持ったヒートソードで切りつける技。
ジャンゴ
声 - なし
狼のような姿をした謎の幻獣。遺跡の奥で何かを待っているが、その正体や目的は謎に包まれている。
四足歩行で姿勢が低いため高い位置への攻撃を避けやすい、ガード・インタラプトすることができないかわりにこちらの攻撃をインタラプトされることもない等、特殊な性能を持つ。
『トバル2』に登場した犬系キャラクターと同じ技を使う。『FFVII』の召喚獣にちなんだ名前の技も使う。必殺技は口から火炎を吐き出すものとなっている。
色を変えると『FFVII』のレッドXIIIとそっくりになり、技もそれに関係した名前がついている。
最終戦の後のエンドロールでは、巨大な怪物に変貌したジャンゴ第2形態が登場する。通常の攻撃では倒すことができず、箱の中に隠されている剣を計2本投げつけることで倒すことができる。

### 『FFVII』からのゲストキャラクター
ファイナルファンタジーVIIの登場人物も参照。アーケード版に登場するのはクラウドとティファのみであり、他の4名はPS版で追加された。その際クラウド、ティファを含めた全員分のイラストが野村哲也の手で新たに描き起こされている。（アーケード版とPS体験版の段階ではFFVIIのものが流用されていた。）
ブランニュークエストには登場しないが、ホテルのロビーで増田とクレア以前に彼等らしき外から来た（「大きな剣を背負った金髪の方」などセフィロスとザックス以外の各々と合致する特徴の）宿泊客が訪れていたという話を偶に聞ける。
クラウド・ストライフ
声 - 堀内賢雄（アーケード版） / 佐々木望（PS版）
『FFVII』では大剣（バスターソード）を使うが、本作では素手で戦うこともできる。
技の名前は「ソルジャーチェーン」「神羅式チェーン」というように、原作での「元ソルジャー」という設定に由来するものになっている。
必殺技の大剣による攻撃は大振りなものの、ガード不可能である（白羽取りは可能）。必殺技の名前は本編のリミット技・本編の武器名に由来するものになっている。
3Pカラーでは神羅兵の制服を着ている。
ティファ・ロックハート
声 - 浅田葉子（アーケード版） / 皆口裕子（PS版）
格闘技や飛び道具の必殺技により初心者でも使いやすいキャラクターになっている。
また、必殺技のゲージを回復することができる技を持っている（ただし、体力を消費する）。
作中のGC描写としては極端に大きなバストが描かれている。
3Pカラーでは『FFVII』の回想場面の姿になる。
セフィロス
声 - 三木眞一郎
本編では正宗を使うが、クラウド同様、素手で戦うこともできる。技には「ジェノバ」に由来する名前を持つものがある。
必殺技で使用する正宗の構え方は2種類あり、構え方によって出せる技が異なる。
2Pカラーは『FFVII』の最後でクラウドと一騎討ちを行った際の格好になっている。
『FFVII』のキャラでは唯一エンディングムービーがある。エンディングでは「片翼の天使」をバックに『FFVII』のムービーが流れる。
ユフィ・キサラギ
声 - かかずゆみ
スピードがよく佐助と共通点が多いが、攻撃力があまり無いので、手数勝負のキャラクターである。
手裏剣による攻撃は射程か長くガード不可能のため強力である。
必殺技ゲージがない時はジャブを放つが、これは『FFVII』でも披露したものである。
『FFVII』のキャラは本作と以降のCOMPILATION of FINAL FANTASY VIIやキングダム ハーツ シリーズとで声優が違うが、ユフィだけはかかずゆみが引き続き演じている。
ヴィンセント・ヴァレンタイン
声 - 中田和宏
グローブに隠した爪による攻撃のほか、射程の長い銃による必殺技を使う。
銃を使うということで、三島と共通点が多い。
技には『FFVII』の登場人物である「ルクレツィア」や『FFVII』での変身時の姿（本作では変身しない）に由来する名前を持つものがある。
また、2Pの使用カラーは、かつて所属していたタークス時代の姿となっている。
ザックス
声 - 佐々木望
使用する技はクラウドとほぼ同じである。本作の時点では「ザックス・フェア」というファミリーネームは明かされていないので、フルネームではなく「ザックス」名義である。
クラウドの違いは、全ての技の名前がクラウドと異なることで、特にクラウドの「超究武神覇斬」は、ザックスの場合は「裏超究武神覇斬」と、『ファイナルファンタジータクティクス』でクラウドが使用する技の名前になっている。